# Farmington (Mississippi)
Farmington é uma cidade  localizada no estado americano de Mississippi, no Condado de Alcorn.

## Demografia
Segundo o censo americano de 2000, a sua população era de 1810 habitantes.
Em 2006, foi estimada uma população de 2205, um aumento de 395 (21.8%).

## Geografia
De acordo com o United States Census Bureau tem uma área de
9,7 km², dos quais 9,7 km² cobertos por terra e 0,0 km² cobertos por água.

## Localidades na vizinhança
O diagrama seguinte representa as localidades num raio de 16 km ao redor de Farmington.